# Хитисхајм
Хитисхајм (њем. Hüttisheim) општина је у њемачкој савезној држави Баден-Виртемберг. Једно је од 55 општинских средишта округа Алб-Донау-Крајс. Према процјени из 2010. у општини је живјело 1.342 становника. Посједује регионалну шифру (AGS) 8425064.

## Географски и демографски подаци
Хитисхајм се налази у савезној држави Баден-Виртемберг у округу Алб-Донау-Крајс. Општина се налази на надморској висини од 538 метара. Површина општине износи 10,4 km². У самом мјесту је, према процјени из 2010. године, живјело 1.342 становника. Просјечна густина становништва износи 130 становника/km².